# TS Galaxy Football Club
Actualités
Le TS Galaxy Football Club est un club de football sud-africain basé à Kameelrivier (en).

## Historique
Le club est fondé en 2015, et nommé d'après son propriétaire Tim Sukazi. Le club démarre en troisième division sud-africaine. En mai 2018, le club achète la licence de Cape Town All Stars, club qui évolue en deuxième division, le TS Galaxy prend sa place en National First Division.
Lors de sa première saison en deuxième division, TS Galaxy termine à la 8e place, mais réalisera l'exploit de battre en finale de la Coupe d'Afrique du Sud, Kaizer Chiefs à la 92e minute de jeu et deviendra le premier club d'une division inférieure à remporter le trophée.
Le club participe à la Coupe de la confédération 2019-2020 où il atteindra le deuxième tour, il sera éliminé par les nigérians d'Enyimba.
Lors de la saison 2019-2020 de deuxième division, TS Galaxy termine à la 10e place mais avant le début de la nouvelle saison le club achète la licence de Highlands Park et prend sa place en première division sud-africaine pour la saison 2020-2021.

## Palmarès
| Compétitions nationales                            |
| -------------------------------------------------- |
| - Coupe d'Afrique du Sud (1) : - Vainqueur : 2019. |